# Smash Up!!
「Smash Up!!」（スマッシュ・アップ）は、椎名へきるの40作目のシングル。2011年4月27日にLantisから発売された。

## 解説
テレビ東京系アニメ『カードファイト!! ヴァンガード』第2期エンディングテーマ。本放送では第16話から第26話までのエンディングで使用された。なお、当初は第13話から使用する予定であったが東北地方太平洋沖地震に伴うアニメ制作スケジュールの遅延などの諸事情により3話遅れて使用されたことが、楽曲使用開始頃に行なわれた椎名本人のイベント上で、本人から直接説明されている。

## 批評
『CDジャーナル』は「元気なポップ・チューンに、伸びのある爽やかな歌声は、まるでゲームの勝負に全力で挑みながら成長していくキャラクターが飛び出してきたようだ」と評された。この評価はリッスンジャパンとナタリーの情報と同様のことを述べている。

## 収録曲
1. Smash Up!![3:11] 
  - 作詞・作曲・編曲：宮﨑歩
2. Truth, My Melody[4:50] 
  - 作詞：ヒルマ弘、作曲：木村建、編曲：島田充
3. Smash Up!!（off vocal）
4. Truth, My Melody（off vocal）

## 収録アルバム
| 曲名                          | 収録アルバム                                                                        | 発売日        |
| ----------------------------- | ----------------------------------------------------------------------------------- | ------------- |
| Smash Up!!                    | 『カードファイト!! ヴァンガード ベストアルバム スタンドアップ!ザ・ベストソングス!』 | 2013年3月6日  |
| Truth, My Melody（U-MA Ver.） | 『Ermitage』                                                                        | 2013年5月22日 |